# Елесин, Виктор Иванович
Виктор Иванович Елесин (21 апреля 1929 — 1989) — советский хоккеист, нападающий. Мастер спорта СССР (1956).

## Биография
Играл в клубе высшей лиги СКА (Ленинград) в сезонах 1950/51 — 1960/61. В сезонах 1963/64 — 1964/65 выступал в первенстве РСФСР за «Металлург» Череповец.
В 1956 году стал победителем XI Всемирных зимних студенческих игр, проходивших в Варшаве, в составе студенческой сборной СССР. В 1962 году стал бронзовым призёром I зимней Спартакиады народов СССР в составе сборной Ленинграда. В 1958 году играл за команду Ленинграда на Спартакиаде народов РСФСР.
Играл в футбол за команды ЛДО Ленинград (1947), ДО Выборг, КФК (1950—1952).
В 1961 году был в составе команды «Ильмень» Новгород.